# Ulf Norberg
Ulf Gösta Norberg, född 18 april 1977 i Gudmundrå, Västernorrlands län, är en svensk organist och pedagog. 

## Biografi
Norberg studerade till kantor vid Mellansels folkhögskola 1993–1995 och till organist vid Musikhögskolan vid Göteborgs universitet 1995-1999. Efter vidare studier vid Kungliga Musikhögskolan i Stockholm 1999-2001, där han studerade orgelspel och improvisation för professorerna Torvald Torén och Anders Bondeman, tog han diplomexamen i orgel. Han har varit organist i Johannebergs församling i Göteborg. Sedan 2007 tjänstgör han i Hedvig Eleonora församling i Stockholm.
Han har undervisat i liturgiskt orgelspel och orgelimprovisation vid folkhögskolan i Mellansel 1999-2002 och vid Ersta Sköndal högskola från 2007. Han vann första pris i Stockholms stads improvisationstävling 2002.
Norberg utsågs till konserthusorganist i Stockholms konserthus i april 2013.
8 juni 2013 var Norberg organist vid vigseln mellan prinsessan Madeleine och Christoper O'Neill som hölls i Slottskyrkan i Stockholm. Ulf Norberg tog den 24 september emot 2022 års S:ta Ceciliapris av biskop Andreas Holmberg i Kungsholms kyrka.

### Körledare
Från 2003 till 2007 ledde Norberg Chalmers kammarkör i Göteborg. Han är även körledare för Hedvig Eleonora vokalensemble. Han är också sedan 2019 körledare för Poliskören Stockholm.